# سايفينسي
62°20′42″N 27°31′12″E / 62.345°N 27.52°E
سايفينسي هي بحيرة متوسطة الحجم تقع في منطقة مستجمعات المياه الرئيسي فووكسي. وهي تقع في منطقة سافو الجنوبية في فنلندا.